# Кашино (Ногинский район)
Ка́шино — деревня в Богородском городском округе Московской области России.

## Население
| 1852 | 1859 | 1890 | 1926 | 2002 | 2006 | 2010 |
| ---- | ---- | ---- | ---- | ---- | ---- | ---- |
| 98   | ↗108 | ↘42  | ↗119 | ↘19  | ↘18  | ↘11  |

## География
Деревня Кашино расположена на востоке Московской области, в юго-западной части Богородского городского округа, на Кудиновском шоссе Р109, примерно в 26 км к востоку от Московской кольцевой автодороги и 13 км к западу от центра города Ногинска, по левому берегу реки Шаловки бассейна Клязьмы.
В 1,5 км к северу от деревни проходит Горьковское шоссе М7, в 10 км к югу — Носовихинское шоссе, в 11 км к востоку — Московское малое кольцо А107. В 1,5 км от деревни — пути хордовой линии Мытищи — Фрязево Ярославского направления Московской железной дороги. Ближайшие населённые пункты — деревни Афанасово-1, Меленки, Шульгино и посёлок городского типа Обухово, ближайшая железнодорожная станция — платформа Кашино.
К деревне приписано шесть садоводческих товариществ (СНТ).
Связана автобусным сообщением с городом Электроугли и посёлком городского типа Обухово.

## История
В середине XIX века деревня относилась ко 2-му стану Богородского уезда Московской губернии и принадлежала Наумовой М. С., в деревне было 6 дворов, крестьян 52 души мужского пола и 46 душ женского.
В «Списке населённых мест» 1862 года Кашинцево (Убежище) — владельческая деревня 2-го стана Богородского уезда Московской губернии по правую сторону Владимирского шоссе (от Богородска), в 12 верстах от уездного города и 15 верстах от становой квартиры, при реке Шоловке, с 11 дворами и 108 жителями (53 мужчины, 55 женщин).
По данным на 1890 год — деревня Шаловской волости 2-го стана Богородского уезда с 42 жителями.
В 1913 году — 26 дворов.
По материалам Всесоюзной переписи населения 1926 года — деревня Колонтаевского сельсовета Васильевской волости Богородского уезда в 10 км от станции Кудиново Нижегородской железной дороги, проживало 119 жителей (50 мужчин, 69 женщин), насчитывалось 31 хозяйство, из которых 22 крестьянских.
С 1929 года — населённый пункт Московской области.
Административно-территориальная принадлежность
1929—1930 гг. — деревня Аксёно-Бутырского сельсовета Богородского района.
1930—1954 гг. — деревня Аксёно-Бутырского сельсовета Ногинского района.
1954—1957 гг. — деревня Колонтаевского сельсовета Ногинского района.
1957—1963, 1965—1994 гг. — деревня Балобановского сельсовета Ногинского района.
1963—1965 гг. — деревня Балобановского сельсовета Орехово-Зуевского укрупнённого сельского района.
1994—2006 гг. — деревня Балобановского сельского округа Ногинского района.
2006 - 2018 гг. — деревня сельского поселения Аксёно-Бутырское Ногинского муниципального района.
С 2019 года - деревня Старокупавинской территории Богородского городского округа.